# Filip Polášek
Filip Polášek (Zvolen, 25 de Julho de 1985) é um tenista profissional eslovaco, tem como especialidade duplas, como melhor ranking 7° da ATP, representa a Equipe Eslovaca de Copa Davis.

## Honras
- 2008 ATP de Gstaad, Suíça com Jaroslav Levinský
- 2008 ATP de São Petersburgo, Rússia com Travis Parrot
- 2009 ATP de Bastad, Suécia com Jaroslav Levinský

## Ligações Externas
- Perfil na ATP